# Ioánnis Sfairópoulos
Ioánnis Sfairópoulos (en grec moderne : Ιωάννης Σφαιρόπουλος), né le 21 mars 1967, à Thessalonique, en Grèce, est un entraîneur grec de basket-ball.

## Carrière
En novembre 2014, Sfairópoulos est nommé entraîneur de l'Olympiakós en remplacement de Milan Tomić. Il signe un contrat de deux saisons.
En novembre 2018, le Maccabi Tel-Aviv a un bilan de 6 défaites pour une victoire en Euroligue et l'entraîneur Neven Spahija est limogé. Il est remplacé par Sfairópoulos qui signe un contrat courant jusqu'à la fin de la saison 2019-2020.
Sfairópoulos est licencié en février 2022 après la défaite du Maccabi face aux rivaux de l'Hapoël Tel-Aviv en demi-finale de la coupe d'Israël.
En octobre 2023, Sfairópoulos est nommé entraîneur de l'Étoile rouge de Belgrade en remplacement de Duško Ivanović, limogé par le club.

## Palmarès
- Champion de Grèce 2015, 2016
- Champion d'Israël 2019